# 福茶
福茶（ふくちゃ、ふくぢゃ）は、正月や節分、大晦日などで飲まれる茶。特に正月の福茶を大福茶（おおぶくちゃ、だいふくちゃ、だいぶくちゃ、大服茶・皇服茶・王服茶とも書く）という。京都・関西地方の慣習。新年の季語。

## 入れ方
黒豆、昆布、梅干し、山椒といった具に煎茶や湯を注ぐ。元日に大福茶として入れる場合は、若水を沸かした湯を用いる。
茶道の表千家では、元日の夜明け前、若水で家元が点てた抹茶を大福茶と呼ぶ。この際、普段は煤竹の茶筌を用いる表千家においても、清々しい白竹の茶筌を用いる。
節分には福豆（大豆）を加える。

## 起源
| 村上天皇 |  | 空也上人 |
| 村上天皇 |  | 空也上人 |

福茶（大福茶）は古くから行われている儀礼である。その起源として次のような説がある。
平安時代、村上天皇の頃、疫病の流行を憐れんだ空也上人は十一面観音像を彫り、俥に載せて京の町を曳いて回った。その観音の供え物としていた茶を飲んだ多くの病人が快復したという。また、病床の村上天皇が六波羅蜜寺（空也が開基した寺）の観音の供え物としていた茶を飲んだところ、快復したとの言われもある。
村上天皇がこれを吉例として元日に服するようになり（王服）、これにならって一般の人々も一年の邪気を払うために元日に飲むようになったということである。

## 各地の福茶

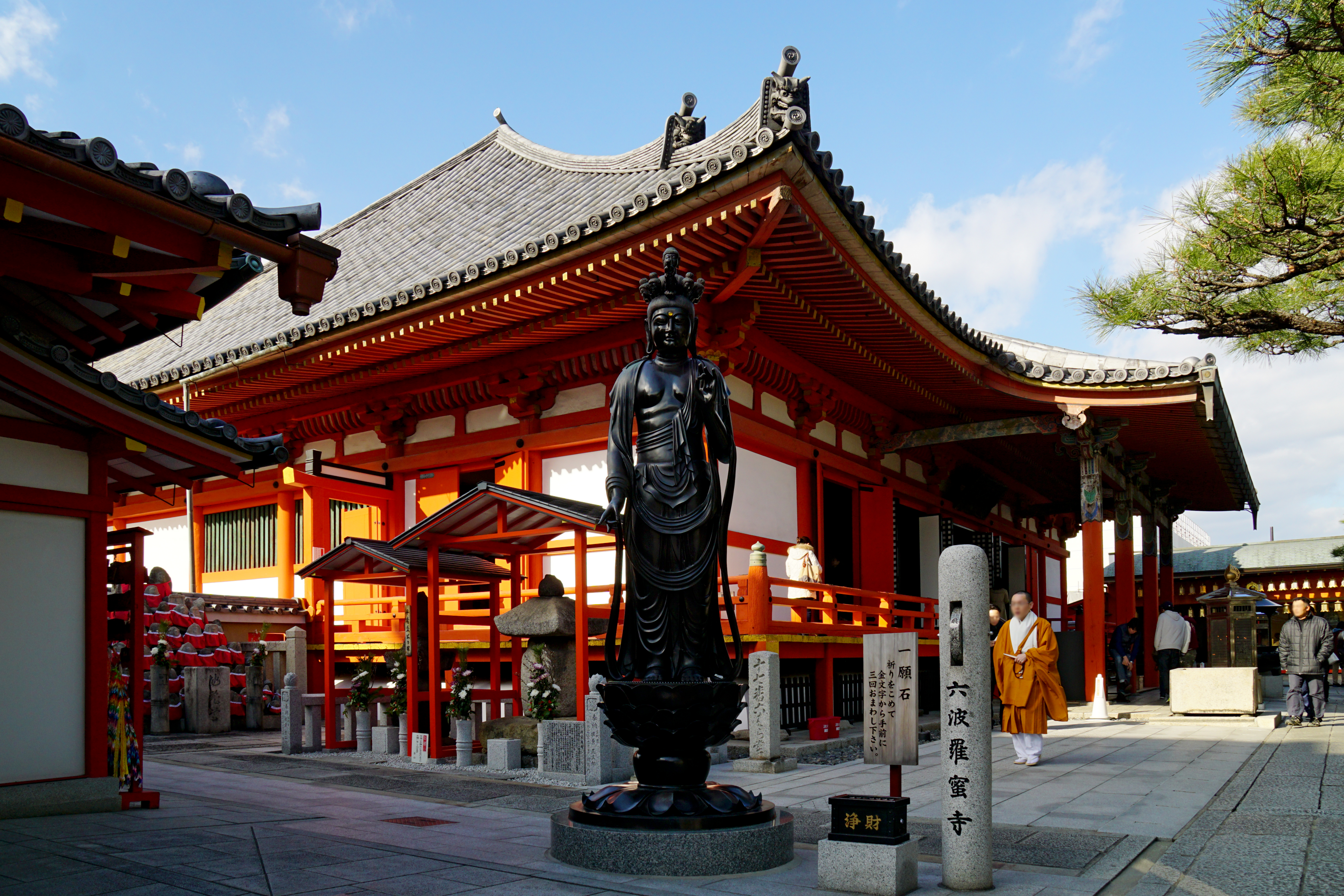
六波羅蜜寺（京都府京都市東山区）

京都府京都市
六波羅蜜寺では、正月3が日の行事として「皇服茶授与」を行っている。疫病が流行った天暦5年（西暦951年）、空也は八葉に割った青竹でたてた茶に、梅干しと結び昆布を入れたものを振る舞ったと伝わる。現在でも無病息災を願う正月の行事として伝承されている。
長野県佐久地域
豆殻または菊の枝などを焚いて若水を沸かす。茶請けとして勝栗、柿、豆、数の子などを添える。

## 福茶に関連する作品
- 福茶して　先づ一笑や　雨靜か[9]
  - 村上鬼城の俳句。句集『続鬼城句集』に収録された。